# 乐平镇 (安顺市)
乐平镇，是中华人民共和国贵州省安顺市平坝区下辖的一个乡镇级行政单位。
2012年，贵州省人民政府批复同意撤销乐平乡，设置乐平镇，镇人民政府驻乐平村。

## 行政区划
乐平镇下辖以下地区：
乐平村、凤凰村、大坡村、青峰村、高原村、补陇村、黄花村、大屯村、小屯村、中寨村、王寨村、谷忙村、唐约村、老聋村、大尧村、山架村、下院村、本固村、来考坝村、箐口村、小寨村、架布村、斯拉河村、岩上村、华塔村、熬硝村、挂多村和猫寨村。